# Kharagpur
Kharagpur é um cidade no distrito de Munger, no estado indiano de Bihar.

## Geografia
Kharagpur está localizada a 25° 07′ N, 86° 33′ L. Tem uma altitude média de 48 metros (157 pés).

## Demografia
Segundo o censo de 2001, Kharagpur tinha uma população de 26.910 habitantes. Os indivíduos do sexo masculino constituem 53% da população e os do sexo feminino 47%. Kharagpur tem uma taxa de literacia de 47%, inferior à média nacional de 59,5%: a literacia no sexo masculino é de 55% e no sexo feminino é de 39%. Em Kharagpur, 18% da população está abaixo dos 6 anos de idade.